# Lapônia (província da Finlândia)
A Lapônia (português brasileiro) ou Lapónia (português europeu) (finlandês: Lapin lääni, sueco: Lapplands län) foi uma das seis províncias da Finlândia (lääni / län) de 1938 até 2009. A sua capital era a cidade de Rovaniemi.

Também é conhecida pela lenda de lá ser a morada de Pai Natal ou Papai Noel.

## Região
A Província da Lapônia possui apenas uma região (maakunta / landskap), a região da Lapônia (finlandês: Lapin maakunta, sueco: Lapplands landskap), conseqüentemente, as informações de área e população são coincidentes. A capital regional também se localiza na cidade de Rovaniemi.
|  |